# Fromboliere

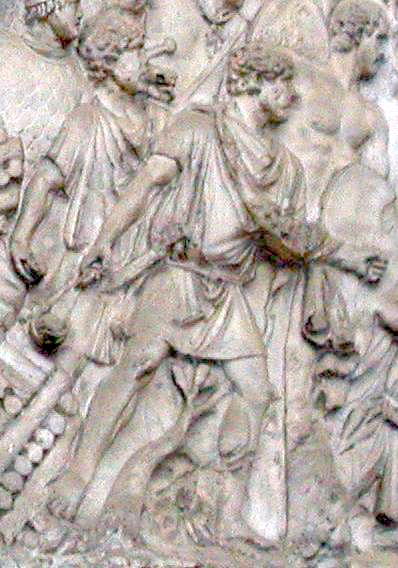
Frombolieri raffigurati sulla Colonna Traiana.

Il fromboliere è una unità militare terrestre di fanteria armata di fionda o frombola. Il fromboliere più conosciuto è il re biblico Davide.

## Storia

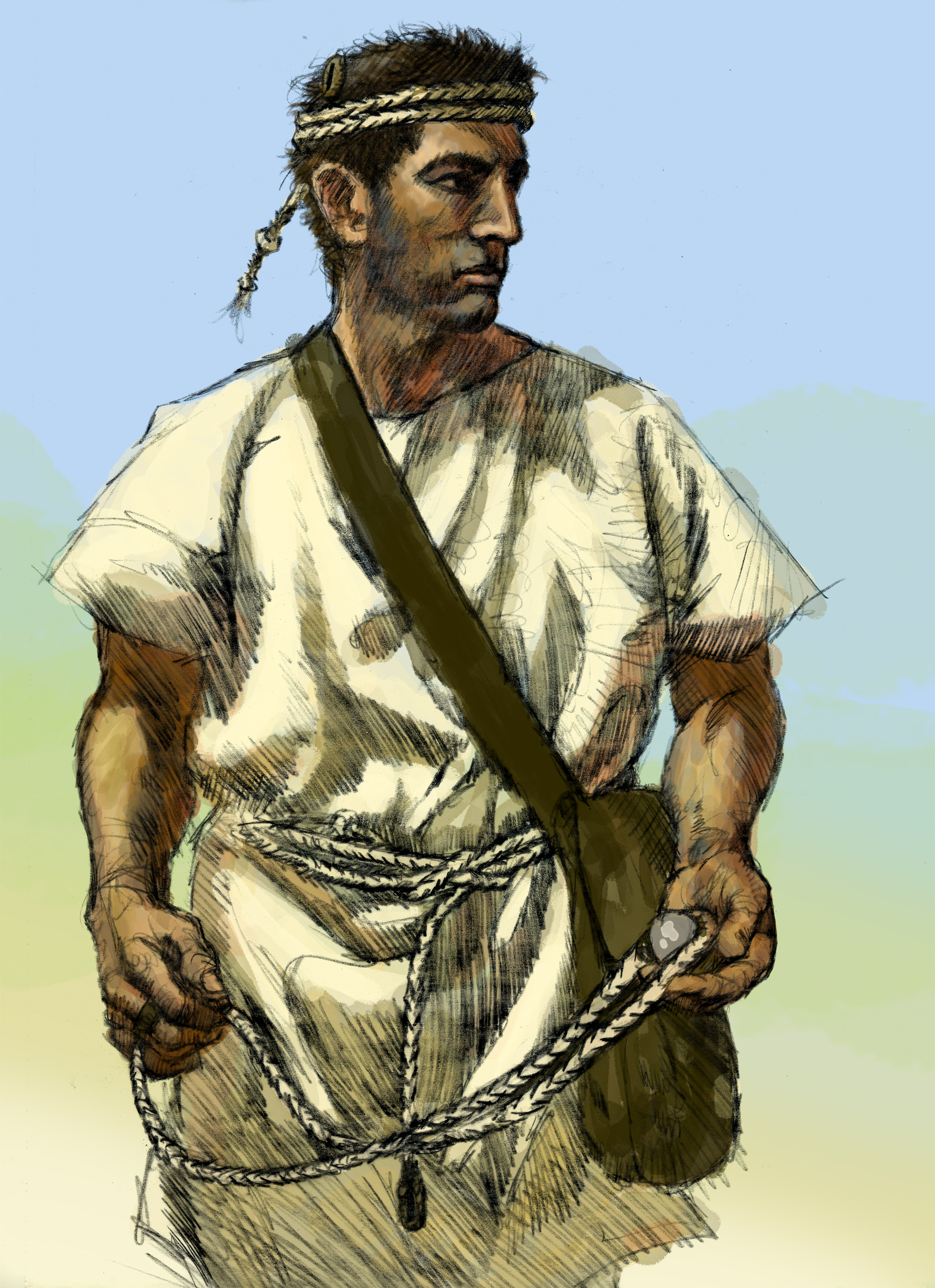
Fromboliere delle Baleari, famoso per le sue abilità nell'uso del frombolo.

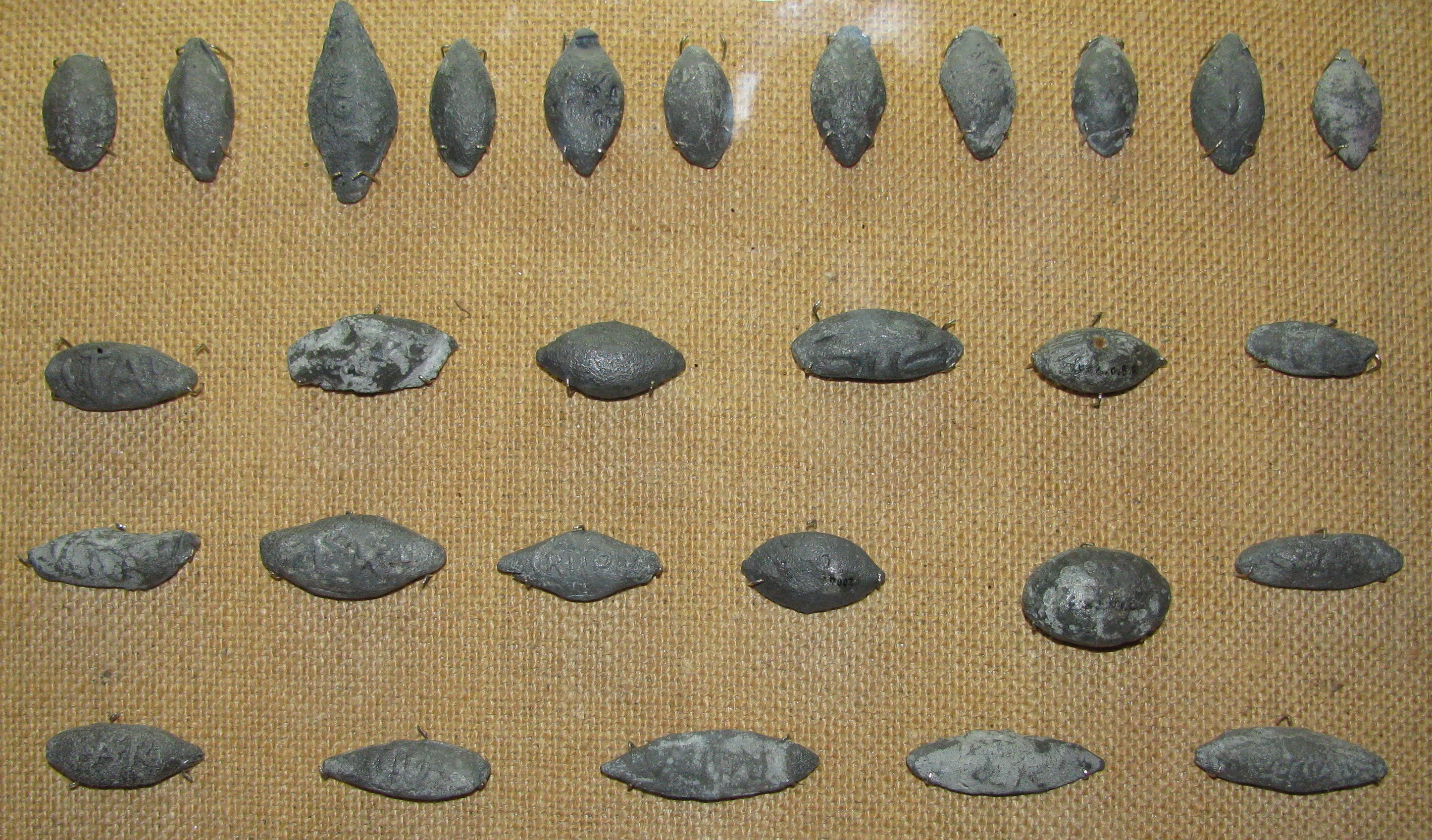
proiettili di piombo, del II o III secolo d.C. proveniente da Lione (Francia).

Nell'antichità grandi frombolieri furono i Rodii, ma soprattutto gli abitanti delle Isole Baleari, i quali vennero ampiamente utilizzati come mercenari dai siracusani, dai cartaginesi e infine dai Romani, che arrivarono a costituire intere coorti di frombolieri.
Frombolieri erano presenti anche nelle milizie greche. Tucidide, ne La Guerra del Peloponneso, cita i Beozi, nell'episodio dello scontro con gli Ateniesi durante l'ottavo anno della guerra. Essi ricorsero infatti a un contingente di questo tipo di combattenti: «I Beoti fecero venire dal golfo Maliaco combattenti armati d'arco e frombolieri» (IV, 100).
I Balearici erano soliti andare in battaglia con tre tipi di frombola, attorcigliati intorno alla testa - usate per il lungo, medio e corto raggio. La loro preparazione iniziava prestissimo. Il padre obbligava il figlioletto a colpire un pezzo di pane posto ad una certa distanza. Il ragazzino non poteva mangiarlo fino a quando non fosse riuscito a colpire il bersaglio. 

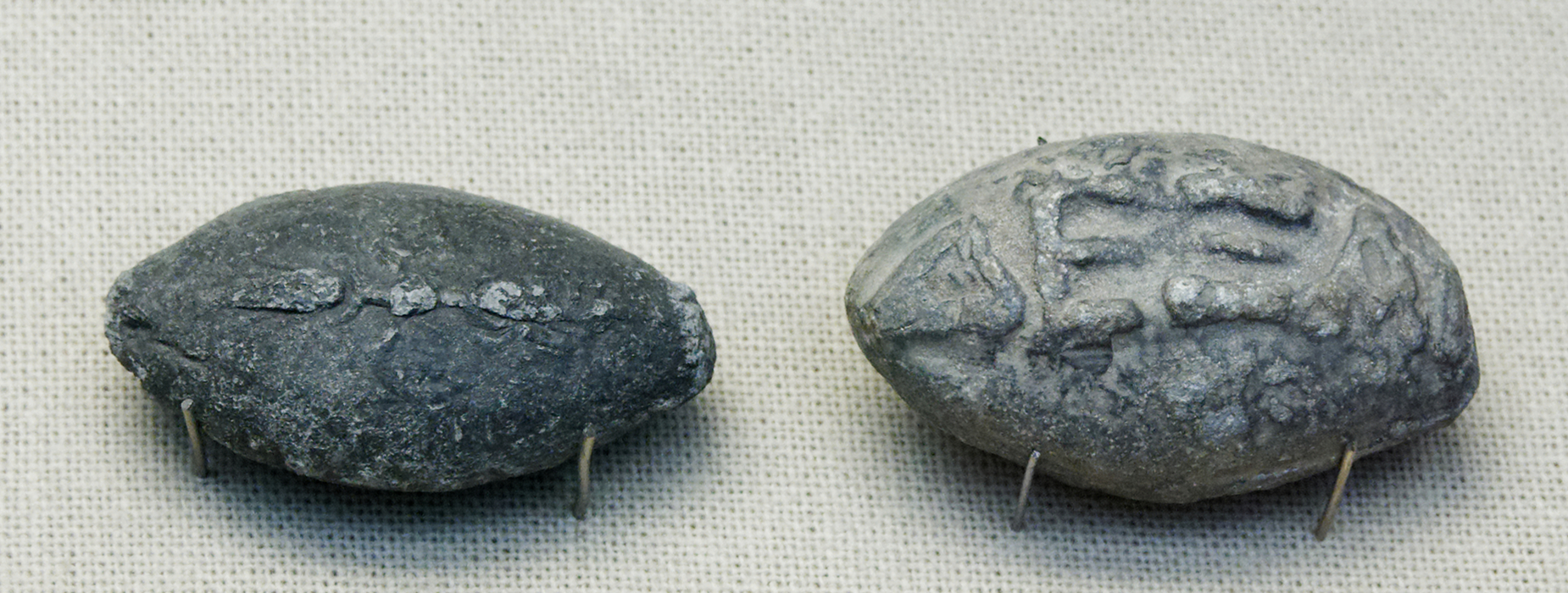
Proiettili di piombo ovali. Su un lato è incisa una saetta, mentre sull'altro l'equivalente della scritta "Prendi Questo". Piombo del IV secolo a.C. proveniente da Atene.

Le unità di frombolieri cessarono di esistere nel Medioevo, quando la tecnica di costruzione delle armi rese più conveniente e più facile addestrare all'uso degli archi e delle balestre. 
Nei secoli successivi si hanno pochissime notizie di frombolieri e dell'uso della frombola, limitate a episodi sporadici o a utilizzi molto specifici. In rete per esempio è possibile trovare fotografie che mostrano giovani palestinesi che durante l'Intifada lanciano sassi usando le frombole.

## Caratteristiche
Negli eserciti antichi i frombolieri erano fanti leggeri, specializzati nell'uso del frombolo o funda, una particolare fionda che scagliava proiettili anche a 400 metri di distanza. In genere portavano con sé una borsa a tracolla con i proiettili di pietra, argilla o palline di piombo a forma di prugna del peso di 20-50 grammi, la cui forza d'urto poteva anche sfondare un elmo, arrecando ferite letali agli avversari. Tali ogive generalmente venivano decorate con una dedica particolare.
La fionda veniva dotata di laccetto per evitare che essa sfuggisse durante i volteggi del lancio.
Il fromboliere si distingueva dal cappello in uso a falde larghe, dalla tunica di lana o lino senza maniche; il vestiario contemplava poi dei calzari e il pelta come difesa.
La frombola era diffusa sia tra gli ausiliari che tra i legionari romani, sovente in ambito archeologico sono stati rinvenute "ghiande-missili" di frombole romane in bronzo, talvolta con iscrizioni (nel caso dei conflitti civili di carattere decisamente propagandistico, e quindi implicita dimostrazione della diffusione dell'alfabetismo, almeno in ambito militare), talvolta a uso specialistico.
Spesso i legionari romani utilizzavano le frombole durante gli assedi, o nella difesa di fortezze. Per esempio, attorno al Vallo di Adriano i romani usavano anche proiettili con un buco, in modo che il proiettile fischiasse durante il volo, terrorizzando così i nemici.